# Alfons Dunin-Borkowski
Alfons Dunin-Borkowski (1850 - 1918) là một họa sĩ người Ba Lan.

## Tiểu sử
Borkowski hoàn thành chương trình học vẽ tại Trường Nghệ thuật ở Warszawa (1876 - 1879) dưới sự chỉ đạo của họa sĩ Wojciech Gerson và Aleksander Kamiński. Sau đó, ông theo học tại Học viện Mỹ thuật Jan Matejko ở Kraków (1879 - 1887) dưới sự chỉ đạo của các họa sĩ Władysław Łuszczkiewicz, Leopold Loeffler  và Jan Matejko. Năm 1898, ông chuyển đến sống ở Vilnius, quê vợ ông. Sau khi vợ ông qua đời, Borkowski chuyển đến Perm Krai, nơi ông dành thời gian để sáng tác tranh. Từ năm 1905, ông sống ở Suchedniów.

## Tác phẩm tiêu biểu

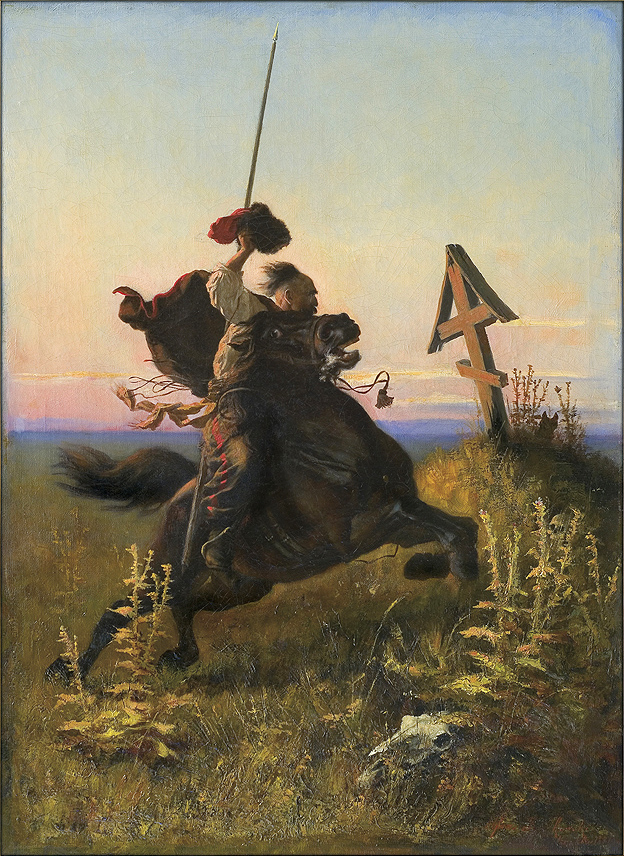
Cossack trên thảo nguyên (1881)
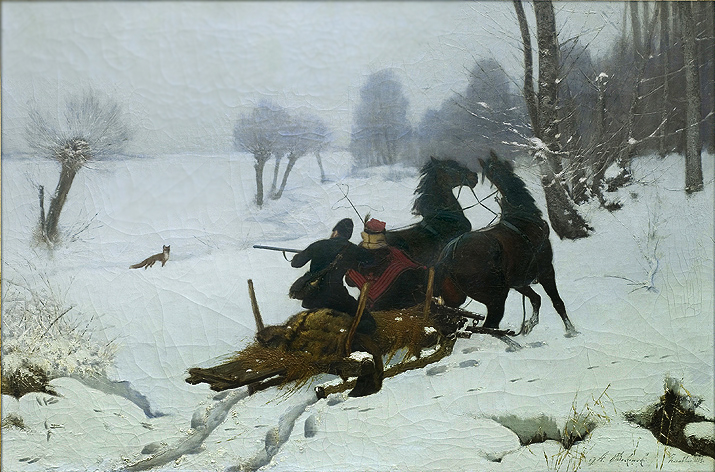
Săn cáo (1889)